# Antre des Damnés
L'Antre des Damnés est un ensemble de galeries souterraines situées sous les Rochers de la Balme sur la commune de Corrençon-en-Vercors dans le Vercors, en Isère. Ce vaste réseau karstique est la troisième cavité la plus profonde du massif du Vercors et du département de l'Isère.

## Explorations

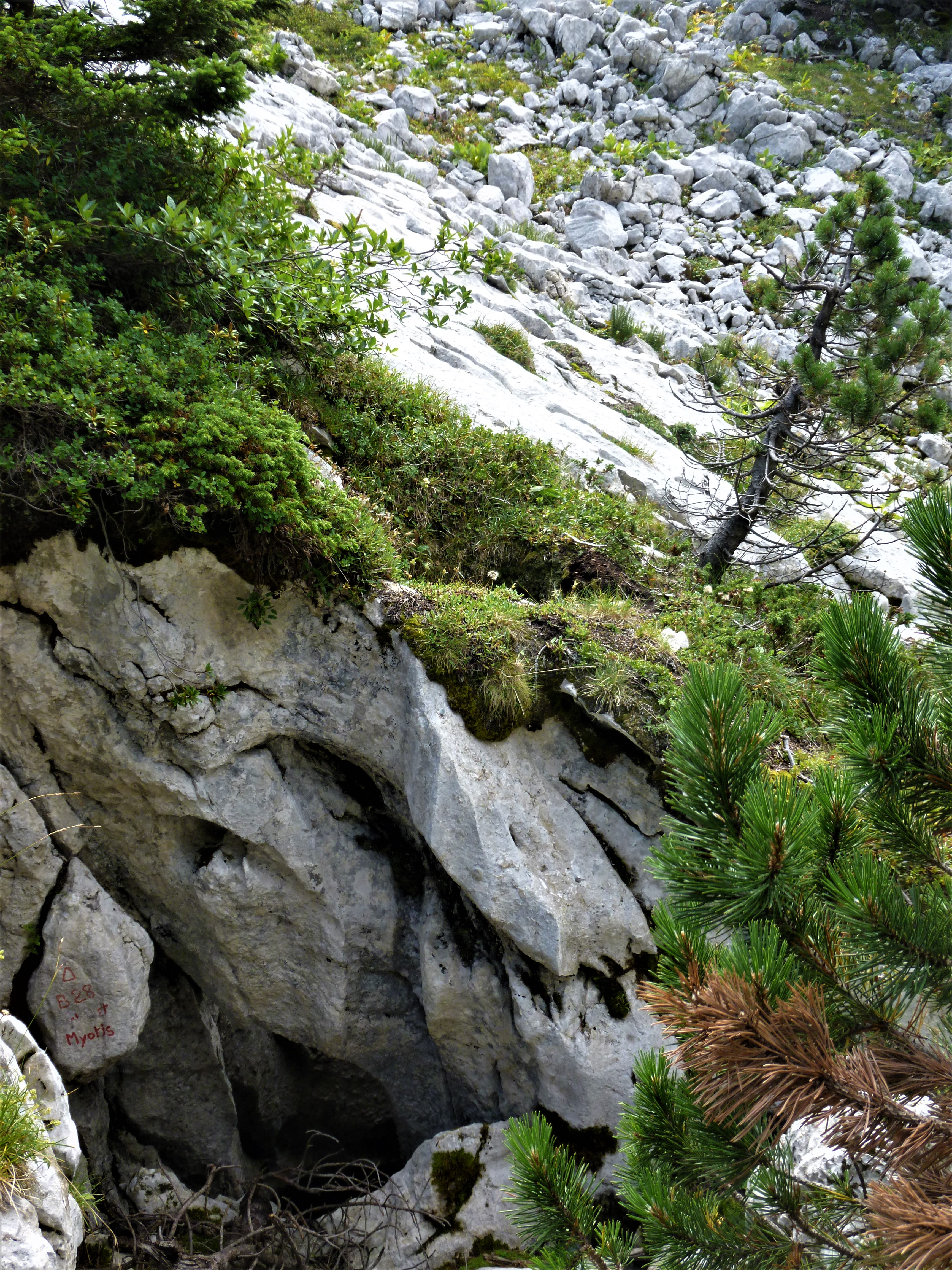
Le gouffre des Myotis, entrée supérieure du réseau.

L'entrée, qui exhale un fort courant d'air, est découverte par le spéléo club du Fontanil en juillet 1982. Plusieurs séances de désobstruction au tire-fort dégage un passage le 14 septembre. Le vendredi 17 septembre l'équipe s'arrête à −150 m sur manque de spits et le 20 septembre sur manque de cordes dans le P 205. Une série de puits dont un de 205 m, le Goudurix, amène à −475 m où une galerie suivant le pendage des strates se termine sur un siphon en 1983 à -700 m. Cette galerie se développe au contact entre l'Urgonien et les marnes hauteriviennes. Les explorations du réseau amont ont été poursuivies jusqu'en 1994 avec des escalades jusqu'à la cote + 4 m,. Une entrée supérieure, le gouffre Myotis, à l'altitude de 1 835 m a été relié à l'Antre des Damnés en 2004 faisant progresser la profondeur totale à  865 m. Une cavité située plus à l'est, le gouffre B26-B27 est l'amont extrême supposé du réseau, pouvant faire passer la dénivellation à 940 mètres de profondeur en cas de jonction. Plus haut, au nord-est, se trouvent d'autres cavités profondes: le scialet de La Bulle (1 950 m), −396 m, et le scialet du Clos de la Fure (1 910 m) de 580 m de profondeur pour 4 300 m de développement.

## Géologie et Hydrologie

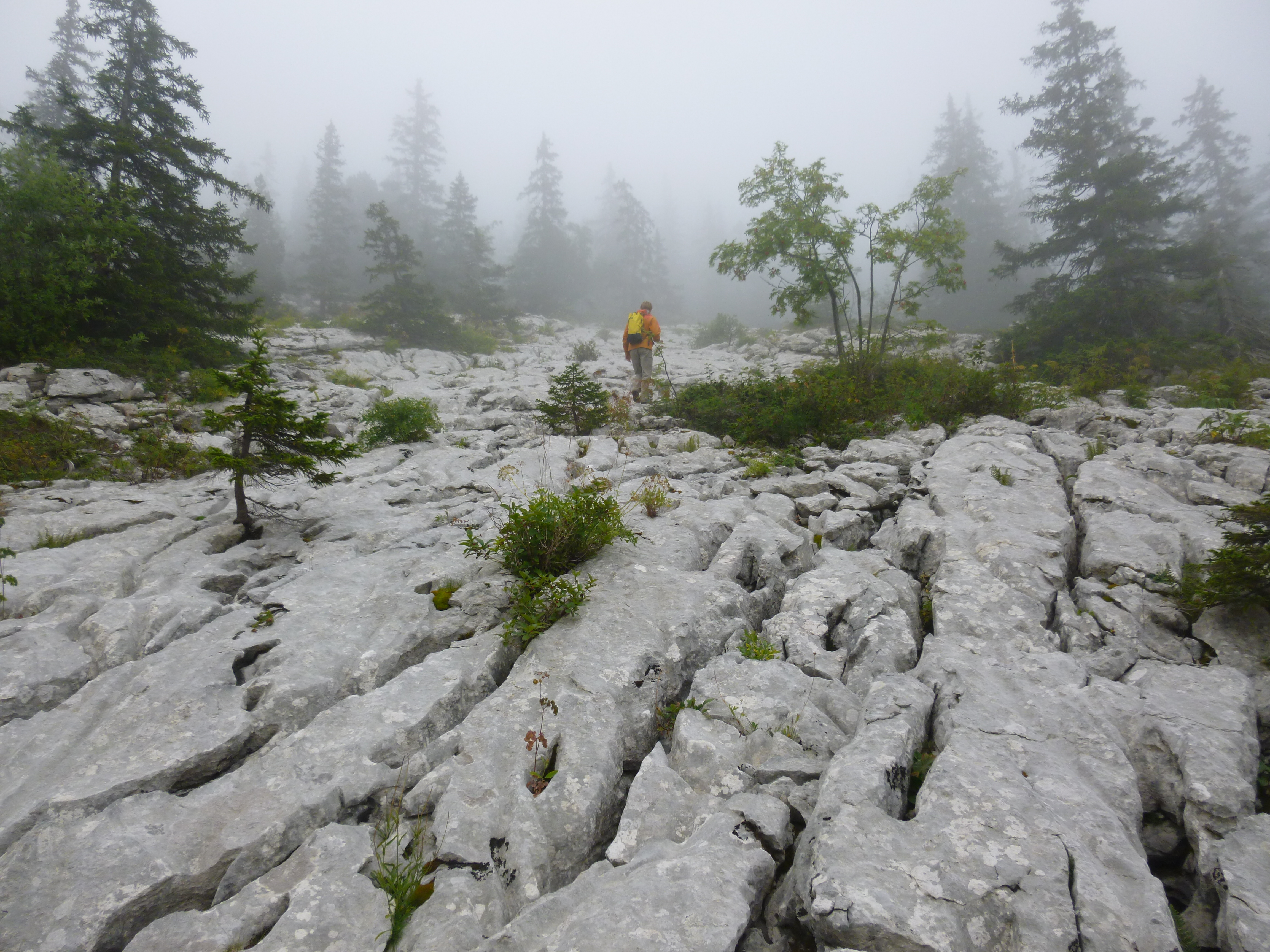
Lapiaz à proximité de l'Antre des Damnés.

Le creusement des cavités date des glaciations quaternaires mais certaines galeries de cavités proches (galerie des Merdeilles au Clos de la Fure) datent d'avant le Pliocène. Les grands puits d'entrée (puits Goudurix: 205m et puits de l'Indomptable: 65m) ont été creusés aux dépens d'une faille. Les dimensions grandioses des galeries trouvées au bas des puits d'entrée (galerie Titan) sont dues à l'affouillement des marnes hauteriviennes et à l'écroulement du toit urgonien. Les eaux rencontrées dans les différentes cavités ressortent à l'exsurgence de la Goule Blanche à 832 m d'altitude dans les gorges de la Bourne.